# Bulthaup
Bulthaup - немецкий производитель кухонной мебели. Главный офис и фабрика bulthaup находятся в небольшом городке Айхах неподалеку от города Ландсхут в Нижней Баварии. Общее число сотрудников насчитывает 530 человек, годовой доход компании составляет около 120 млн. евро, из которых 80% составляет экспорт.

## История компании

### Основание
В 1949 году Мартин Бультхауп, родившийся в Восточной Вестфалии, основывает компанию «Martin Bulthaup Möbelfabrik» в Боденкирхене недалеко от Ландсхута. Два года спустя, в 1951 году, Бультхауп начинает производство кухонной мебели. Его первым продуктом становится сервант со шторками, сшитыми вручную.
IВ 1963 году Бультхауп строит завод в Боденкирхене, а следом за ним в 1966 году открывает еще одно производство в Ноймаркт-Санкт-Файте. На обоих предприятиях  Бультхауп внедряет конвейерное производство.
В 1969 году компания Bulthaup выпускает серию «Stil 75». В конце 60-х годовой доход составляет 100 млн. немецких марок, а компания входит в пятерку ведущих производителей кухонной мебели в Германии. В 1973 году Bulthaup начинает экспортировать свою продукцию в страны Европейского экономического сообщества.
В 1974 году Bulthaup представляет модель «Concept 12» (или сокращенно «c12»).
В 2002 году Герд Бультхауп отходит от дел. До 2010 года компанией управляет группа приглашенных менеджеров, после чего Bulthaup возглавляет Марк О. Экерт.

### Финансовые трудности в 2010 году
В марте 2010 года из-за продолжающегося экономического кризиса предприятие вынуждено без предупреждения расторгнуть контракты с 114 из 550 сотрудников или направить их в службу занятости и на курсы профессиональной переподготовки. Спустя полтора года работы в течение неполного рабочего дня сотрудники проходят девятимесячную переподготовку и обучение перед уходом из компании. В течение этого периода они получают 80% зарплаты.

## Структура продаж
Bulthaup сотрудничает с около 500 торговыми партнерами по всему миру. У бренда также есть дочерние компании в Великобритании, Франции, Италии, Испании, Нидерландах, Швейцарии, Гонконге и США.

## Награды
2014: Немецкий совет по дизайну награждает Герда Бультхаупа персональной наградой "German Design Award" в номинации Personality.
2014: Немецкий журнал "WirtschaftsWoche" помещает Bulthaup на пятое место среди 30 премиум-брендов и, таким образом, на первое место среди производителей кухонной мебели.
2014: Bulthaup получает награду "Gold Architects Partner Award" журнала AIT. Эта награда присуждается компаниям, являющимся прекрасными примерами сотрудничества с архитекторами и демонстрирующими выдающееся мастерство продаж.
2013: Система мебельных элементов bulthaup b3 завоевывает награду Design’s "Good Design Award" Чикагского музея архитектуры и дизайна «Атенеум» в категории «Кухня/Кухонные принадлежности».
2013: Система мебельных элементов bulthaup b3 завоевывает награду "Wallpaper Design Award" в категории «Хранение».
2010: Система b2 завоевывает приз в области дизайна Федеративной Республики Германии (“Design Award of the Federal Republic of Germany”).
2007: Немецкий журнал "WirtschaftsWoche" называет Bulthaup производителем мебели №1 среди премиум-брендов.
1997: Европейская Комиссия присуждает Bulthaup награды за достижения компании "Lifetime Achievement Award" и "European Design Prize".